# 尚索尔地区拉法尔
尚索尔地区拉法尔（法語：La Fare-en-Champsaur）是法国上阿尔卑斯省的一个市镇，属于加普区（Gap）。该市镇2009年时的人口为438人。
尚索尔是这一地区河谷的名称，属于伊泽尔河水系。

## 人口
尚普索地区拉法尔人口变化图示
| 数据来源：INSEE |